# Corsó de Tolosa
Corsó  (Chorson) fou el primer comte carolingi de Tolosa (778 – 789 o 790). És anomenat Chorso dux Tholosanus per l'Astrònom a la seva «Vita Hludovici» ("Vida de Lluís", any 789).
Fou nomenat comte vers el 778. El 781 quan es va crear el regne d'Aquitània per a Lluís el Pietós es va determinar que el comte de Tolosa, com a capital del regne, tindria el títol de dux i el comandament de l'exèrcit del reialme. En aquesta condició Corso va ésser de fet regent d'Aquitània durant els primers anys de regnat de Lluís el Pietós des del 781. L'any 787 un personatge desconegut nomenat Adalric es va revoltar a Aquitània i Corsó el va combatre, tenint la desgràcia de ser fet presoner. Per ser posat en llibertat el rebel li va exigir diverses condicions: que mai més feria la guerra contra els vascons ni tant sol per orde del rei, i que en cas que el rei li ordenés atacar, refusaria d'obeir-lo. Aquestes condicions eren inacceptables per un home d'honor i un súbdit fidel, però Corsó les va acceptar i a la seva culpa per la derrota va afegir la fellonia. Alliberat, el rei d'Aquitània Lluís el Pietós el va perdonar, però Carlemany (pare de Lluís i verdader governant del regne) el va cridar a la dieta d'Aquisgrà del 789 i li va demanar comptes de la seva actuació. Després de ser escoltat el rei el va destituir i el va declarar incapacitat per tornar a exercir cap més càrrec. La pena de fellonia implicava la pena de mort però fou perdonat per gràcia especial. Guillem (Guillem de Gel·lona, el Sant) cosí de Carlemany va ser designat al seu lloc.

## Nota
1. ↑  Així ho explica la Vita Hludovici; la referència a Adalric de Gascunya, suposat germà gran de Sanç I Llop, deriva de la carta d'Alaó que és falsa, i caldria situar el fet el 789. Si aquest Adalric no era gascó, no hi va haver campanya contra els vascons
2. ↑  a vegades s'esmenta la de Worms del 790
3. ↑  Era net de Carles Martell per la seva mare Auda o Aida o Aldana i, per tant, cosí segon o cosí prim de Carlemany; el seu pare, marit d'Auda, era el comte Teodoric I d'Autun (mort el 793)